# 趙勝 (天順進士)
趙勝（1434年—？），字廷伸，浙江金華府義烏縣人，明朝政治人物。進士出身。

## 生平
浙江鄉試第五名。天順八年（1464年）甲申科會試第一百四十名，殿試登進士第二甲第四十六名。

## 家族
曾祖父趙伯達。祖父趙原貞。父亲趙仲遠。